# ماونت پلیموت (فلوریدا)
ماونت پلیموت (به انگلیسی: Mount Plymouth) یک منطقهٔ مسکونی در ایالات متحده آمریکا است که در شهرستان لیک، فلوریدا واقع شده‌است. ماونت پلیموت ۷٫۶ کیلومتر مربع مساحت و ۴٬۰۱۱ نفر جمعیت دارد و ۲۴ متر بالاتر از سطح دریا واقع شده‌است.